# Cirilo y Metodio
Cirilo (o Constantino, 827-869) y Metodio (815-885), también conocidos como los apóstoles de los eslavos, fueron dos hermanos provenientes de Tesalónica, en el Imperio bizantino, que se convirtieron en misioneros del cristianismo primero en Quersoneso que formaba parte de la Crimea romana y después en el Imperio de la Gran Moravia. Son hijos de padre bizantino y madre búlgara[cita requerida]. Se los considera inventores y expansores del alfabeto glagolítico, usado en manuscritos eslavos antes del desarrollo del alfabeto cirílico, derivado del alfabeto griego con elementos de los alfabetos copto y hebreo, que a su vez sigue utilizándose en varias lenguas eslavas (ruso, ucranio, serbio, búlgaro, macedonio, bielorruso) y no eslavas (kazajo, uzbeko, kirguís, tayiko, azerí, gagaúzo, turcomano, mongol).
En 1980, el primer papa eslavo, Juan Pablo II, los declaró copatronos de Europa, junto con Benito de Nursia.

## Biografía
Tras la muerte de su padre, Cirilo se marchó a Constantinopla, la capital del Imperio bizantino, en cuya universidad imperial estudió y donde se relacionó con ilustres educadores. Ocupó el cargo de bibliotecario de la basílica de Santa Sofía, el edificio eclesiástico de mayor importancia en Oriente, y posteriormente fue profesor de Filosofía. De hecho, sus logros académicos lo hicieron ganarse el apelativo de Filósofo. Mientras tanto, Metodio emprendió la misma carrera que su padre: la administración política. Alcanzó el cargo de arconte (es decir, gobernador) de una provincia bizantina fronteriza en la que vivían muchos eslavos. Pero se retiró a un monasterio de Bitinia (en Asia Menor), donde se le unió Cirilo en 855. En 860, el patriarca de Constantinopla envió a los dos hermanos a cumplir una misión en el extranjero entre los jázaros, pueblo que moraba al nordeste del mar Negro y que aún dudaba entre el islam, el judaísmo y el cristianismo. Antes de llegar a su destino, Cirilo se quedó durante algún tiempo en Quersoneso (Crimea), donde, en opinión de algunos especialistas, aprendió hebreo y samaritano, y tradujo una gramática hebrea al idioma de los jázaros.

Nuestra nación está bautizada, pero todavía carece de maestros. No entendemos ni el griego ni el latín. [...] No entendemos los caracteres escritos ni su significado; enviadnos maestros que nos enseñen las palabras de las Escrituras y su sentido.
Ratislav I, príncipe de Moravia, 862 d. C.

En el año 862, fueron invitados por el príncipe Ratislav I para difundir el cristianismo en lengua eslava en la Gran Moravia, cosa que hicieron hasta sus muertes, en 869 (Cirilo en Roma) y 885 (Metodio en Gran Moravia), respectivamente.
Para llevar a cabo su misión, y gracias a los conocimientos de la lengua eslava que tenían (su madre era búlgara), desarrollaron la escritura glagolítica, mediante la cual tradujeron las Sagradas Escrituras al antiguo eslavo eclesiástico. El papa Adriano II otorgó en 867 una bula por la que se reconocía el uso del antiguo eslavo eclesiástico en la liturgia. Este idioma, tras evolucionar en eslavo eclesiástico, se sigue usando en la liturgia de varias iglesias ortodoxas eslavas.
Posteriormente, según el polaco Rocznik Krasińskich, los dos religiosos continuaron su viaje, convirtiéndose en los primeros maestros de la doctrina cristiana para el Gran Príncipe Géza de Hungría[cita requerida], quien era aún pagano. Si bien el primer acercamiento fue con doctos ortodoxos, posteriormente los húngaros se cristianizarían bajo la fe católica, tras la iniciativa de Otón III del Sacro Imperio Romano Germánico y la actividad evangelizadora de san Adalberto de Praga.

## Veneración

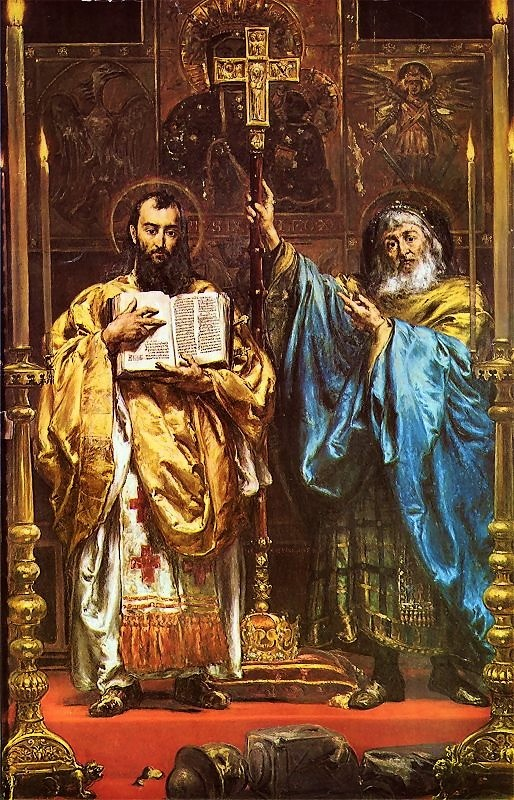
Cirilo y Metodio, en pintura de Jan Matejko.

Ambos hermanos están canonizados en la Iglesia ortodoxa como isoapóstoles; los católicos de Bohemia, Moravia y Croacia celebraban a Cirilo y Metodio el 9 de marzo; en 1863 el papa Pío IX, les concedió que celebrasen su fiesta el 5 de julio, y honrar su memoria con un oficio propio. León XIII, con la encíclica Grande munus, en 1880, extendió esta celebración a toda la Iglesia católica. El papa Juan Pablo II, en 1980 con su encíclica Slavorum apostoli, los elevó a la categoría de patronos de Europa. Se los conmemora el 14 de febrero en las Iglesias católica, evangélica y anglicana. La Iglesia ortodoxa dedica el 14 de febrero a Cirilo y el 11 de mayo a ambos hermanos. También figuran en el Calendario de Santos Luterano.
En la República Checa, Macedonia del Norte y Eslovaquia es fiesta nacional el Día de San Cirilo y San Metodio, el 5 de julio, fecha en la que se cree que llegaron a la Gran Moravia. En Bulgaria, el 24 de mayo se celebra la fiesta nacional del Día de la cultura y educación búlgaras y del alfabeto eslavo, En 2013, Eslovaquia emitió una moneda conmemorativa en honor de ambos santos.

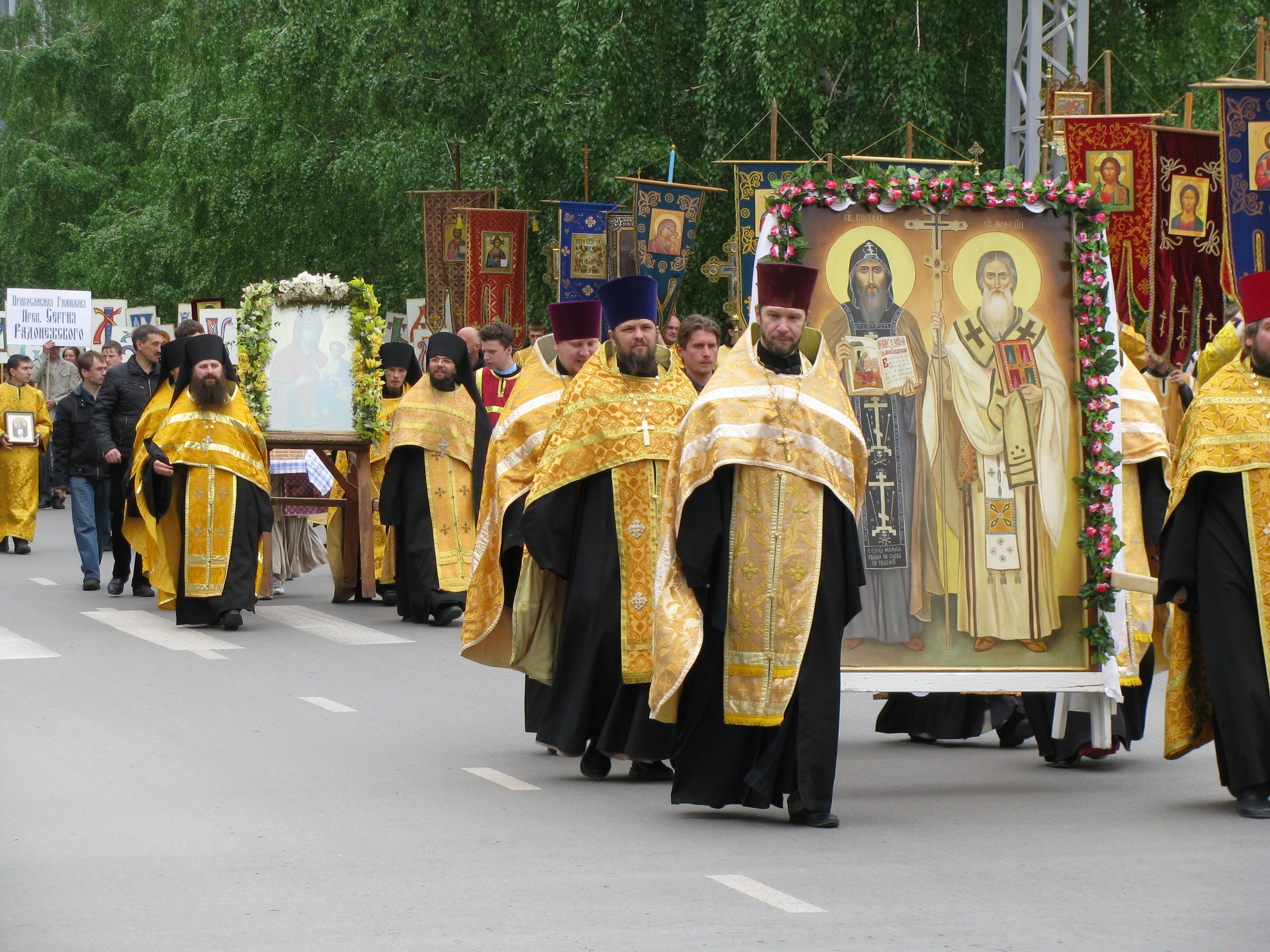
Procesión de los Santos Cirilo y Metodio en Novosibirsk.

## Invención de los alfabetos glagolítico y cirílico

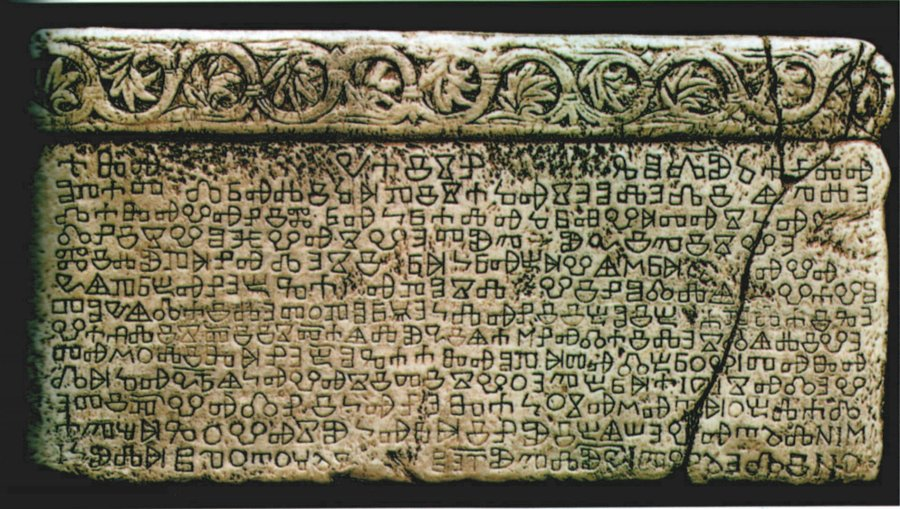
La Tabla de Baška es un ejemplo temprano del glagolítico de Croacia.

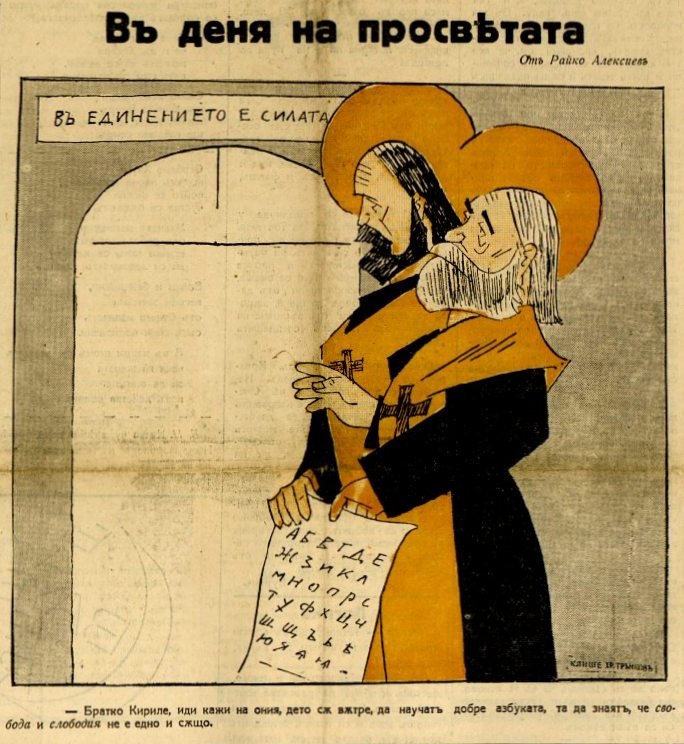
Una historieta gráfica sobre los santos Cirilo y Metodio de Bulgaria en 1938. El título dice: Hermano Cirilo, ve y dile a los que están adentro que aprendan el alfabeto para que sepan que la libertad (búlgaro: свобода) y la anarquía (búlgaro: слободия) no son lo mismo.

Los alfabetos glagolítico y cirílico son los alfabetos eslavos más antiguos conocidos y fueron creados por los dos hermanos y/o sus alumnos para traducir los evangelios y los libros litúrgicos a las lenguas eslavas. El alfabeto glagolítico temprano se utilizó en Gran Moravia entre 863 (la llegada de Cirilo y Metodio) y 885 (la expulsión de sus estudiantes) para documentos y libros gubernamentales y religiosos, y en la Academia de la Gran Moravia (Veľkomoravské učilište) fundada por Cirilo, donde fueron educados los seguidores de Cirilo y Metodio, entre otros por el propio Metodio. El alfabeto se ha atribuido tradicionalmente a Cirilo. Esa atribución ha sido confirmada explícitamente por la carta papal Industriae tuae (880) que aprueba el uso del antiguo eslavo eclesiástico, que dice que el alfabeto fue "inventado por Constantino el Filósofo". El término invención no excluye la posibilidad de que los hermanos hubieran utilizado letras anteriores, sino que implica sólo que antes de esa época las lenguas eslavas no tenían una escritura propia.
El alfabeto cirílico temprano fue desarrollado por los discípulos de los santos Cirilo y Metodio en la Escuela literaria de Preslav (anteriormente en Pliska como Escuela Literaria de Pliska) a finales del siglo IX como una simplificación del alfabeto glagolítico que se parecía más al alfabeto griego.
Después de la muerte de Cirilo, Clemente de Ocrida acompañó a Metodio desde Roma a Panonia y Gran Moravia. Después de la muerte de Metodio en 885, Clemente encabezó la lucha contra el clero alemán en la Gran Moravia junto con Gorazd. Después de pasar algún tiempo en prisión, fue expulsado de la Gran Moravia y en 885 o 886 llegó a las fronteras del Imperio búlgaro junto con Naum de Preslav, Angelar y posiblemente Gorazd (según otras fuentes, Gorazd ya estaba muerto en ese momento). Clemente y Naum fueron enviados posteriormente a la capital búlgara de Pliska, donde Boris I les encargó instruir al futuro clero del estado en el idioma eslavo.
Después de la adopción del cristianismo en 865, las ceremonias religiosas en Bulgaria se llevaron a cabo en griego por parte del clero enviado desde el Imperio Bizantino. Temiendo la creciente influencia bizantina y el debilitamiento del Estado, Boris vio la adopción de la antigua lengua eslava como una forma de preservar la independencia política y la estabilidad de Bulgaria, por lo que estableció dos escuelas literarias (academias), en Pliska y Ohrid, donde se impartía teología para ser enseñada en lengua eslava. Mientras Naum de Preslav permaneció en Pliska trabajando en la fundación de la Escuela Literaria de Pliska, Boris I encargó a Clemente que organizara la enseñanza de teología a los futuros clérigos en antiguo eslavo eclesiástico en la Escuela Literaria de Ohrid. Durante siete años (886-893) Clemente enseñó a unos 3.500 estudiantes la lengua eslava y el alfabeto glagolítico.

## Edificios, accidentes geográficos, instituciones y barcos con su nombre
La Biblioteca nacional de San Cirilo y San Metodio de Bulgaria en Sofía, la Universidad Santos Cirilio y Metodio de Skopie de Skopie en Macedonia del Norte, y la Universidad de Veliko Tarnovo en Bulgaria y en Trnava, Eslovaquia, llevan el nombre de los dos santos. La Facultad de Teología de la Universidad Palacký de Olomouc (República Checa) lleva el nombre de "Facultad de Teología de los Santos Cirilo y Metodio". En los Estados Unidos, el Seminario Cirilo y Metodio en Orchard Lake, Míchigan, lleva su nombre.
La Hermandad de los Santos Cirilo y Metodio, establecida en 1846, fue una organización proucraniana de corta duración en el Imperio ruso para preservar la identidad nacional ucraniana.
Los santos Cirilo y Metodio son los principales santos patrones de la archidiócesis de Liubliana. La Catedral de San Nicolás (Liubliana) se encuentra en la plaza Cirilo y Metodio. También son santos patrones de la Eparquía greco-católica de Košice (Eslovaquia) y del Exarcado greco-católico eslovaco de Toronto.
El Pico San Cirilo y el Pico San Metodio en las Montañas Tangra en la Isla Livingston, Islas Shetland del Sur, en la Antártida, llevan el nombre de los hermanos.
Los restos de San Cirilo están enterrados en un santuario-capilla dentro de la Basílica de San Clemente de Letrán en Roma. La capilla alberga una Virgen de Sassoferrato.

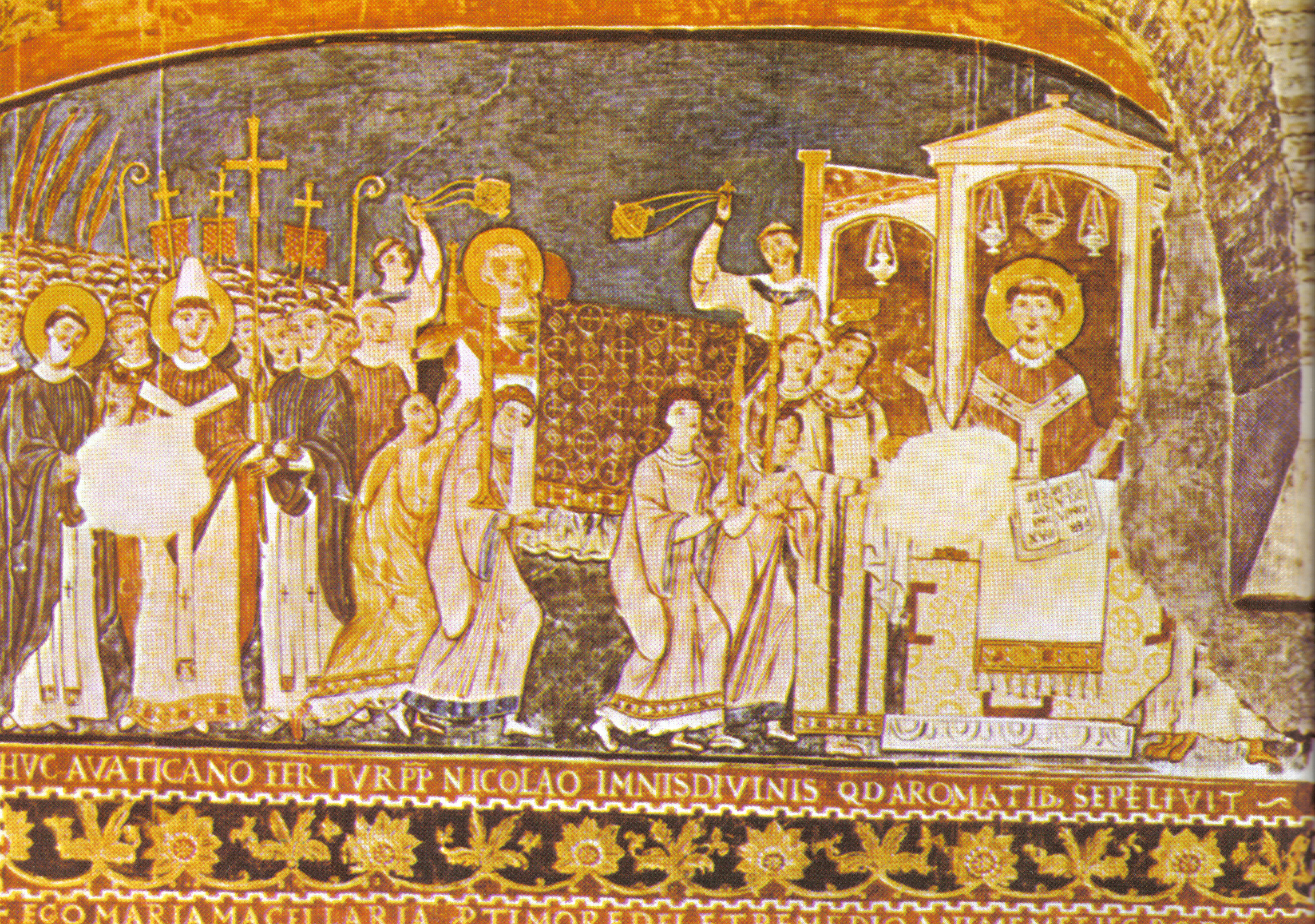
Traslado del cuerpo (de San Clemente o de San Cirilo) desde el Vaticano a la Basílica de San Clemente, Roma en este fresco del en la Basílica de San Clemente de Letrán en Roma.

La Basílica de los Santos Cirilo y Metodio en Danville, Pensilvania (la única basílica católica romana dedicada a los Santos Cirilo y Metodio en el mundo) es la capilla de la casa madre de las Hermanas de los santos Cirilo y Metodio, una comunidad religiosa de mujeres católicas romanas de derecho pontificio dedicada a obras apostólicas de ecumenismo, educación, evangelización y cuidado de personas mayores.
La Orden de los Santos Cirilo y Metodio, fundada originalmente en 1909, forma parte del sistema de premios nacional de Bulgaria.
En 2021, un buque de investigación recién adquirido por la Armada búlgara pasó a llamarse Santos Cirilo y Metodio por estos santos, con la actriz Maria Bakalova como madrina.

## Nombres en otros idiomas relevantes
- Griego: Κύριλλος καὶ Μεθόδιος (Kýrillos kaí Methódios)
- Antiguo eslavo eclesiástico: Кѷриллъ и Меѳодїи (Cirilo y Metodio)
- Bielorruso: Кірыла і Мяфодзій (Kiryła i Miafodzij) o Кірыла і Мятода (Kiryła i Miatoda)
- Búlgaro: Кирил и Методий (Kiril i Metodiy)
- Croata: Ćiril i Metod
- Checo: Cyril a Metoděj
- Macedonio: Кирил и Методиј (Kiril i Metodij)
- Eslavo eclesiástico: Кѷрі́ллъ и҆ Меѳо́дїй (Kỳrill" i Methodij)
- Polaco: Cirilo y Metodología
- Rumano: Chiril şi Metodiu
- Ruso: Кири́лл и Мефодий (Kirill i Mefodij), ortografía anterior a 1918: Кириллъ и Меѳодій (Kirill" i Methodij)
- Serbio: Ћирило и Методије / Ćirilo i Metodije
- Eslovaco: Cyril a Metod
- Esloveno: Ciril in Metod
- Ucraniano: Кирило і Мефодій (Kyrylo i Mefodij)